# Захаров, Василий Яковлевич
Василий Яковлевич Захаров (1916—1996) — участник Великой Отечественной войны, командир взвода 40-го отдельного моторизованного понтонно-мостового батальона 7-й гвардейской армии Степного фронта, лейтенант. Герой Советского Союза (1943).

## Биография

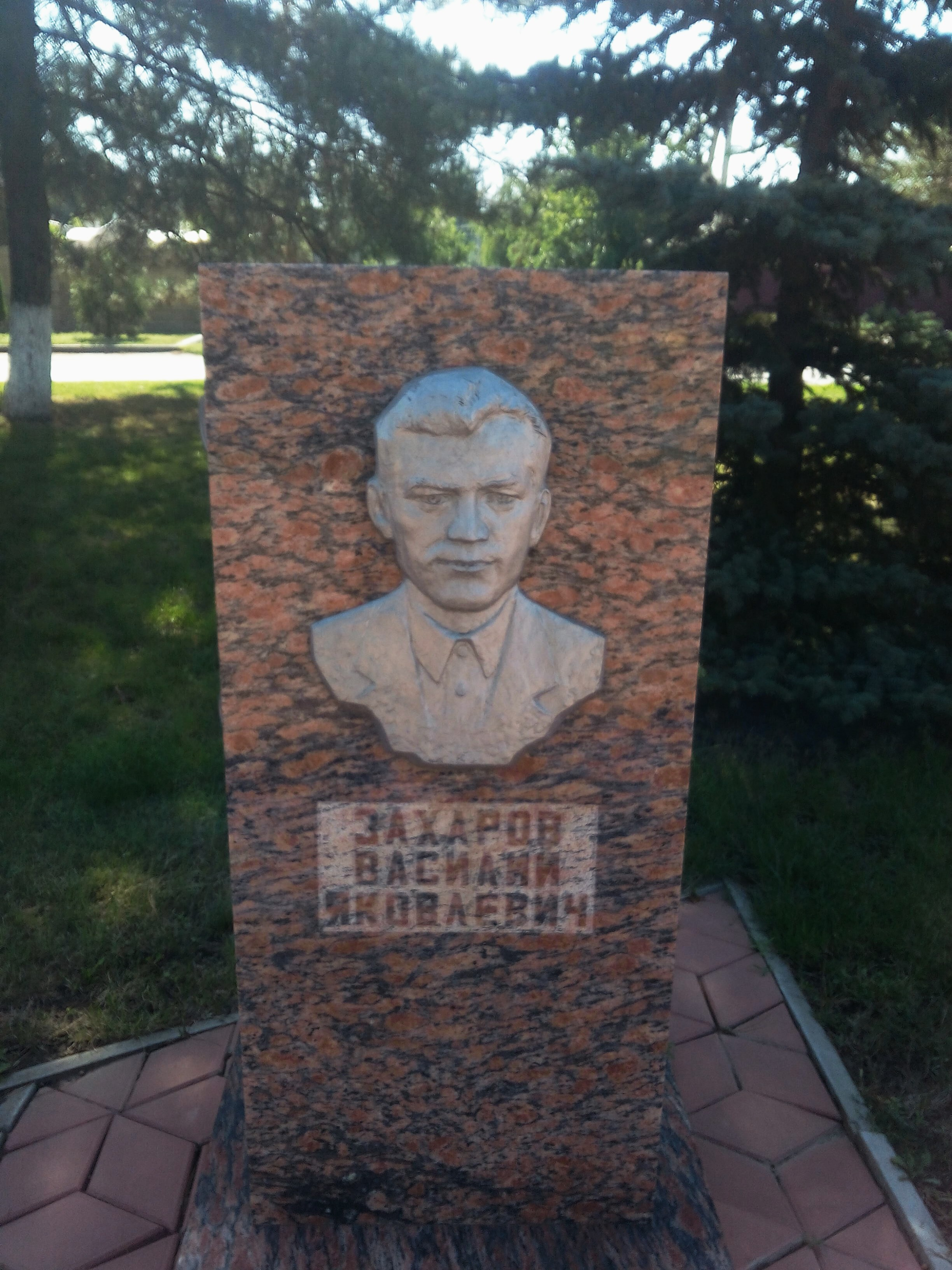
г. Сальск, пл. Свободы, Памятная стела с барельефом В. Я. Захарова

Родился 2 (15) сентября 1916 года в станице Кручёная Балка ныне Сальского района Ростовской области в крестьянской семье. Русский.
Работал в птицесовхозе № 24. С октября 1937 года в Красной Армии. Участник советско-финляндской войны 1939—1940 годов. Участник Великой Отечественной войны с июня 1941 года. В 1942 году окончил курсы младших лейтенантов при 7-й отдельной армии. Член ВКП(б)/КПСС с 1944 года.
Командир взвода комсомолец лейтенант Василий Захаров особо отличился при форсировании реки Днепр 25 сентября 1943 года. Во время переправы противотанкового орудия в районе села Бородаевка Верхнеднепровского района Днепропетровской области Украины был ранен, но продолжал командовать взводом. В течение суток вверенный лейтенанту Захарову В. Я. взвод доставил на правый берег Днепра два стрелковых батальона с вооружением и дивизион 76-миллиметровых пушек, способствуя захвату и удержанию бородаевского плацдарма на правом берегу.
После войны старший лейтенант Захаров В. Я. находился в запасе. Работал в совхозе «Заречный» Джанкойского района Крыма. Жил в городе Джанкой, где умер 26 сентября 1996 года.

## Награды
- Указом Президиума Верховного Совета СССР от 20 декабря 1943 года за образцовое выполнение боевых заданий командования на фронте борьбы с немецко-фашистскими захватчиками и проявленные при этом мужество и героизм лейтенанту Захарову Василию Яковлевичу присвоено звание Героя Советского Союза с вручением ордена Ленина и медали «Золотая Звезда» (№ 1509).
- Награждён ещё одним орденом Ленина, орденами Октябрьской Революции, Отечественной войны 1-й и 2-й степени, Красной Звезды, медалями.
- Награждён медалью За боевые заслуги

## Память
- Имя В. Я. Захарова увековечено в городе Джанкой Республики Крым, где ему установлены памятник[1] и мемориальная доска (по адресу ул. Ленина, 3)[2].
- В городе Сальске Ростовской области на аллее Героев площади Свободы установлена памятная стела с барельефом В. Я. Захарова.
- Мемориальная доска в память о Захарове установлена Российским военно-историческим обществом на здании средней общеобразовательной школы № 17 села Кручёная Балка Сальского района, в которой он учился.